# Кароль Пилип Вандалін Мнішек
Кароль Філіп Вандалін Мнішек (1794—1846) — польський і український генеалог, геральдик, бібліофіл та колекціонер, член Судово-едукаційної комісії в Кременці. Син Михайла Єжи Мнішека та Урсули Марії Замоської. Був спадкоємцем князів Вишневецьких.

## Життєпис
Народився 7 січня 1794 року у Вишневці, Україна. Польсько-український шляхтич герба Kończyc. Навчався в Кременці, член судової освітньої комісії, колекціонер фольклору, бібліофіл. Успадкував Вишневецький замок. Зберіг й дослідив рукопис продовження праці Каспера Несецького.
Був одружений з Елеонорою з Цетнерів герба «Пшевора» і мав двох синів:
- Єжи (Георгія) Пилипа (1822—1881), одруженого з Ганною з Ганських герба «Корчак», донькою маршалка шляхти Волинської губернії Вацлава Ганського та Евеліни з Жевуйських, у другому шлюбі дружини французького письменника О. де Бальзака.
- Андрія Єжи Пилипа (1823—1905) — художника, колекціонера.

Під час їхнього володіння Вишневецьким замком почався його занепад.
3 листопада 1848 р. російським імператором Миколою I було затверджено рішення Державної Ради про право К. П. Мнішка разом із синами носити в Російській імперії титул графів королівства Галичини та Лодомерії.
Помер у травні 1846 року у Вишневці.